# دنیس کوریان
دنیس آلکساندری کوریان ( بلاروسی: Дзяніс Кур'ян؛ زادهٔ ۲۴ ژوئیهٔ ۱۹۸۴) روزنامه‌نگار، مجری تلویزیونی ارمنی‌تبار اهل بلاروس است. وی به ویژه همراه با لیلا اسماعیلوا میزبانی مسابقه آواز یوروویژن نوجوانان سال ۲۰۱۰ که در مینسک برگزار شد را برعهده داشت

## زندگی‌نامه
وی در ۲۴ ژوئیه ۱۹۸۴ در بابرویسک به دنیا آمد و از آکادمی مدیریت دولتی بلاروس فارغ‌التحصیل گشت. دنیس و همسرش جولیا کوستیوکویچ در سال ۲۰۰۹ باهمدیگر ازدواج نموده‌اند. این زوج صاحب یک پسر (کیریل) و یک دختر (میلان) شدند اما در ابتدای ۲۰۱۸ از همدیگر جدا شدند. دنیس از سال ۲۰۱۸ با ایرینا گویا در ارتباط است